# Крестище (Харьковская область)
Крести́ще (укр. Хрести́ще) — село Крестищенского сельского совета, Красноградский район, Харьковская область, Украина.
Код КОАТУУ — 6323381501. Население по переписи 2001 года составляет 947 (444/503 м/ж) человек.
Является административным центром Крестищенского сельского совета, в который, кроме того, входят сёла Кобцевка, Оленовка, Першотравневое и Украинка.

## Географическое положение
Село Крестище находится между автомобильными дорогами М-18 и Р-51. На расстоянии в 1 км расположено село Светлое.

## Происхождение названия
В некоторых документах село называют как Хрестище.

## История
- 1731 — дата основания как села Дзябуровка. Фамилия Дзябура до сих пор очень распространена в селе.
- 1859 — переименовано в село Крестище.

Наиболее значительное событие дореволюционной истории села — крестьянское восстание 1902 года, начавшееся в Константиноградском уезде и захватившее Крестище. Центром его была соседняя Карловская экономия, куда крестищенские крестьяне постоянно ходили на отработки. Против восставших были брошены правительственные войска, на большей части территории Полтавской и Харьковской губерний, охваченной волнениями крестьян, чинилась жестокая расправа. В Крестище были арестованы и преданы суду 12 человек. Не было спокойно в селе и в последующие годы.
С 1966 года жизнь сельчан во многом определяет Крестищенское месторождение газа.
В 60-е годы резко возросла добыча природного газа за счет освоения Шебелинского месторождения на Харьковщине. В 1966 году было обнаружено крупнейшее на Украине (после Шебелинского) Крестищенское газовое месторождение. По запасам газа оно входит в пятерку самых крупных месторождений Европы. Объём залежей энергоносителя в этом районе достигает трехсот миллиардов кубометров. В 1977 году за открытие и освоение Крестищенского месторождения группе рабочих, инженеров и ученых была присуждена Государственная премия УССР. Среди лауреатов — начальник Красноградской нефтеразведочной экспедиции А. А. Волошин, главный геолог Д. Е. Недзельский, буровой мастер Э. К. Фикерг и другие. Разведка залежей была сложной, поскольку здесь выявилось резкое различие в строении верхних и нижних пластов Земли. Основная газовая залежь располагалась на достаточно больших глубинах. По мере падения добычи возникавший дефицит полностью перекрывался за счет увеличения объёма извлекаемого газа на Крестищенском промысле. Максимум газовой добычи достиг в 1977 году — 24 миллиарда кубометров.
10 июля 1972 года в 10.00 неподалёку от села был произведен первый на Украине ядерный взрыв.
В июле 1971 при бурении новой скважины произошло ЧП. Газ вырвался наружу раньше, чем бур дошёл до запланированной глубины. Напор газоконденсата достигал силы в 400 атмосфер. Что делать с неуправляемым газом, инженеры решали сутки. Справиться с неуправляемой газовой струей инженерам не удалось, и они решили зажечь её. К вечеру следующего дня газовый фонтан превратили в факел высотой в несколько десятков метров. Он горел круглые сутки, и в ночное время из-за факела было светло, почти как днем. На протяжении года осуществлялся ряд попыток остановить факел. Испробованный метод — сбросить на скважину многотонные бетонные плиты — провалился. Специалисты из Москвы предложили оригинальное решение: провести подземный ядерный взрыв. Для этого нужно было пробурить сбоку от эксплуатационной скважины другую, наклонную, на глубину более двух километров и вмонтировать ядерное взрывное устройство. Взрыв производили в особых условиях секретности, но цели достичь не удалось — газ продолжал бить наружу. В течение нескольких месяцев пришлось рыть кольцевой карьер шириной 400 и глубиной 20 метров. Только в июле 1973 года удалось перекрыть кратер, через который вырвалось и сгорело более миллиарда кубометров газа.

## Религия
- Храм преподобного Серафима Саровского, 1911.